# Artemisia mollis
Artemisia mollis là một loài thực vật có hoa trong họ Cúc. Loài này được J.Gay ex DC. mô tả khoa học đầu tiên năm 1838.